# Scott & Bailey
Scott & Bailey är en brittisk kriminaldramaserie som sändes 2011–2016 på ITV. Seriens huvudroller spelas av Suranne Jones, Lesley Sharp, Amelia Bullmore, Nicholas Gleaves, Danny Miller och Pippa Haywood. I Sverige visas serien sedan 2013 på TV4 samt sedan 2017 på SVT.

## Handling
Poliskollegorna Rachel Bailey och Janet Scott arbetar vid Manchester Metropolitan polis med att utreda grova brott, i kombination med komplicerade brottsutredningar balanserar de sina likaledes komplicerade privatliv. 

## Rollista i urval
- Lesley Sharp - Janet Scott
- Suranne Jones - Rachel Bailey
- Nicholas Gleaves - Andy Roper (säsong 1–2)
- Danny Miller - Rob Waddington (säsong 3–4)
- Amelia Bullmore - Gill Murray (säsong 1–4)
- Pippa Haywood - Julie Dodson (säsong 2–5)
- Tony Mooney - Pete Readyough
- David Prosho - Ian Mitchell
- Delroy Brown - Lee Broadhurst
- Ben Batt - Kevin Lumb
- Rupert Graves - Nick Savage
- Sean Maguire - Sean McCartney
- Danny Webb - Chris Crowley
- Steve Toussaint - Will Pemberton
- Jing Lusi - Anna Ram

## DVD
Serien har givits ut på DVD.